# Linköpings domkyrkoförsamling
Linköpings domkyrkoförsamling är en församling (domkyrkoförsamling) i Linköpings stift inom Svenska kyrkan. Församlingen ingår i Linköpings domkyrkopastorat och ligger i Linköpings kommun i Östergötlands län.
Församlingen har en kyrka: Linköpings domkyrka.

## Administrativ historik
Församlingen har medeltida ursprung. Församlingens namn var till 10 augusti 1967 Linköpings församling.
Församlingen utgjorde före omkring 1866 ett eget pastorat. Därefter till 1962 var församlingen moderförsamling i pastorat med Sankt Lars församling. 
Flera gränsregleringar har skett med Sankt Lars församlingar. Ytmässigt största skedde 1961 när 15,62 km² väster och nordväst (Skäggetorp och Ryd) tillfördes.
Från 1962 till 2011 utgjorde församlingen åter ett eget pastorat.  Ur församlingen utbröts 1989 Linköpings Skäggetorps församling och Linköpings Ryds församling, och 2006 Gottfridsbergs församling.Från 2011 till 2014 bildade församlingen ett pastorat med Gottfridsbergs församling, Linköpings S:t Lars församling, Linköpings Johannelunds församling, Linköpings Skäggetorps församling och Linköpings Ryds församling. Från 2014 ingår församlingen i Linköpings pastorat, 2015 namnändrat till Linköpings domkyrkopastorat.

## Areal
Linköpings domkyrkoförsamling omfattade:
- före 1952 7,39 kvadratkilometer. [8]
- den 1 januari 1976 en areal av 22,8 kvadratkilometer, varav 20,2 kvadratkilometer land.[9]

## Kyrka
Församlingens kyrka är Linköpings domkyrka. Fram till december 2021 hade församlingen två kyrkor. I december 2021 lades Tomaskyrkan ned och verksamheten har flyttat till domkyrkan. 

## Domprostar och kyrkoherdar
Lista över kyrkoherdar och domprostar i Linköpings domkyrkoförsamling.
| Ämbetstid        | Namn                         | Levnadstid | Övrigt                                                          |
| ---------------- | ---------------------------- | ---------- | --------------------------------------------------------------- |
| 1150             | Richard                      |            |                                                                 |
|                  | Carolus Magni                |            |                                                                 |
| 1215             | Stenar                       |            |                                                                 |
| 1247–1268        | Ingemundus                   | –1268      |                                                                 |
| 1288             | Laurentius                   |            |                                                                 |
| 1294–1312        | Vimundus                     |            |                                                                 |
| 1319–1329        | Bero                         |            |                                                                 |
| 1330–1342        | Haraldus                     |            |                                                                 |
| 1347             | Carolus                      |            |                                                                 |
| 1352             | Birger                       |            | Domprost.                                                       |
| 1351             | Nils Markusson               | –1374      | Senare biskop i Linköpings stift.                               |
| 1356–1371 (1375) | Johannes Caroli Färla        | –1378      |                                                                 |
| 1379–1405        | Thordo Johannis              | –1405      |                                                                 |
| 1406–1407        | Magnus Caroli                | –1407      |                                                                 |
| 1407–1417        | Laurentius Oddonis           | –1417      |                                                                 |
| 1418             | Laurentius Sigfridi Langhals | –1418      | Utnämnd till domprost 1418. Var drottning Margaretas biktfader. |
| 1418–1425        | Matthias Nicolai             | –1425      |                                                                 |
| 1438–1443        | Olauus Pauli                 |            |                                                                 |
| 1457             | Magnus Petri                 | –1457      |                                                                 |
| 1458–1459        | Erik Trolle                  | 1425–1459  |                                                                 |
| 1459–1465        | Henrik Tidemansson           | –1500      | Senare biskop i Linköpings stift.                               |
| 1465–1472        | Petrus Mörth                 | –1472      |                                                                 |
| 1473–1491        | Symon Gudmundi               | –1491      |                                                                 |
| 1491–1501        | Hemming Gadh                 | 1440–1520  | Senare biskop i Linköpings stift.                               |
| 1501–1512        | Hans Brask                   | 1464–1538  | Senare biskop i Linköpings stift.                               |
| 1512–1515        | Gustav Trolle                | 1488–1535  |                                                                 |
| 1515–1529        | Johannes Magni               |            | Senare biskop i Linköpings stift.                               |
| 1531             | Magnus Laurentii             | –1547      |                                                                 |
| 1547             | Johannes Haquini             | –1563      | Domprost.                                                       |
| 1544–1558        | Gunnar Joannis Trolle        | –1583      |                                                                 |
| 1551             | Gudmundh Olofsson            |            | Kyrkoherde.                                                     |
| 1557–1570        | Nicolaus Laurentii           | –1570      | Kyrkoherde.                                                     |
| 1564             | Steno Petri                  | –1592      | Kyrkoherde 1590.                                                |
| 1571–1587        | Andreas Torchilli            | –1587      |                                                                 |
| 1592–1599        | Olaus Petri                  | 1537–1599  | Domprost. Tidigare kyrkoherde.                                  |
| 1574-1580        | Petrus Michaelis Ostrogothus | 1500-1580  | Domprost. Utnämnd till biskop 1580.                             |
| 1581–1585        | Laurentius Joannis           | –1585      | Domprost.                                                       |
| 1586–1592        | Nicolaus Petri (Grubb)       | 1554–1594  |                                                                 |
| 1600–1603        | Johannes Canuti              | 1559–1603  |                                                                 |
| 1604–1614        | Israel Olavi                 | 1577–1614  |                                                                 |
| 1614–1622        | Daniel Johannis Normelander  | 1566–1622  |                                                                 |
| 1623–1655        | Magnus Haraldi Wallerstadius | 1554–1655  |                                                                 |
| 1656–1681        | Benedictus Nicolai Figrelius | 1601–1681  |                                                                 |
| 1681–1691        | Petrus Simonius Löfgren      | 1627–1691  |                                                                 |
| 1691–1694        | Olavus Johannis Wong         | 1634–1694  |                                                                 |
| 1695–1716        | Olavus Langelius             | 1648–1716  |                                                                 |
| 1717–1720        | Thomas Ihre                  | 1659–1720  |                                                                 |
| 1720–1743        | Andreas Olavi Rhyzelius      | 1677–1761  |                                                                 |
| 1744–1761        | Petrus Filenius              | 1704–1780  |                                                                 |
| 1763–1768        | Levin Möller                 | 1709–1768  |                                                                 |
| 1769–1781        | Johan Sparschuch             | 1699–1781  |                                                                 |
| 1781–1799        | Samuel Älf                   | 1727–1799  |                                                                 |
| 1801–1823        | Jonas Dubb                   | 1739–1823  |                                                                 |
| 1824–1845        | Sven Fredric Lidman          | 1784–1845  |                                                                 |
| 1864–1866        | Lars Laurenius               | 1792–1866  |                                                                 |
| 1867–1876        | Pehr Sjöbring                | 1819–1900  |                                                                 |
| 1877–1882        | Carl Wilhelm Linder          | 1825–1882  |                                                                 |
| 1883–1893        | Carl Wilhelm Charleville     | 1827–1906  |                                                                 |
| Vakans i 4 år    |                              |            |                                                                 |
| 1897–1910        | John Personne                | 1849–1926  |                                                                 |
| 1911–1925        | Theophil Bring               | 1863–1964  |                                                                 |
| 1926–1938        | Sven Carlsson Svenaeus       | 1883–1950  |                                                                 |
| 1939–1951        | Johan Hammers                | 1887–1951  |                                                                 |
| 1953–1965        | Nils Johansson               | 1900–1985  |                                                                 |
| 1965–1969        | Helge Brattgård              | 1920–2007  |                                                                 |
| 1970–1976        | Sven Ingebrand               | 1920–2004  |                                                                 |
| 1977–1981        | Tord Simonsson               | 1926–2020  |                                                                 |
| 1982–1988        | Lars Österlin                | 1923–2006  |                                                                 |
| 1989–1996        | Per Olof Nisser              | 1931–      |                                                                 |
| 1996–2005        | Anders Eckerdal              | 1940–2018  |                                                                 |
| 2005–2021        | Peter Lundborg               | 1953–      |                                                                 |
| 2021-            | Mattias Bähr                 | 1972–      |                                                                 |

### Församlingsherdar
Sedan 2019 har också domkyrkoförsamlingen, i likhet med pastoratets församlingar, en också församlingsherde.
| Ämbetstid | Namn            | Övrigt                                                                 |
| --------- | --------------- | ---------------------------------------------------------------------- |
| 2019–2025 | Helen Olsson    | Första församlingsherde sedan församlingen ingår i domkyrkopastoratet. |
| 2025–     | Johannes Zeiler |                                                                        |

### Domkyrkokomministrar
Lista över komministrar i församlingen. Prästbostaden låg på Hunnebergsgatan 10.
| Ämbetstid | Namn                        | Levnadstid | Övrigt                                                   |
| --------- | --------------------------- | ---------- | -------------------------------------------------------- |
| 1557      | Haqvinus Laurentii          | –1591      | Senare kyrkoherde i Misterhults församling.              |
| 1576–1580 | Ingolphus Benedicti         | 1538–1613  | Senare kyrkoherde i Röks församling.                     |
| 1581–     | Bothvidus Jonæ              | 1555–1631  | Senare kyrkoherde i Vånga församling.                    |
| 1586–1593 | Petrus Erici                |            |                                                          |
|           | Petrus Andreæ               |            |                                                          |
| 1604      | Nicolaus Petri              |            | Senare kyrkoherde i Västra Eneby församling.             |
| 1605–1612 | Magnus Johannis             | 1578–1626  | Senare kyrkoherde i Klockrike församling.                |
| 1616      | Jonas Jonæ (Viridiensis)    |            |                                                          |
| 1620–1634 | Olavus Bjässe               | 1593-1654  | Senare kyrkoherde i Mogata församling.                   |
| 1634–1638 | Samuel Vigius               | –1651      | Senare kyrkoherde i Vårdnäs församling.                  |
| 1638–1643 | Magnus Knoop                | –1655      | Senare kyrkoherde i Örberga församling.                  |
| 1643–1645 | Haquinus Jonæ               | –1650      | Senare komminister i Sankt Olofs församling, Norrköping. |
| 1646–1659 | Haquinus Wolsbergius        | 1607–1675  | Senare kyrkoherde i Örberga församling.                  |
| 1659–1664 | Petrus Svenonis Wadstenius  | 1627–1689  | Senare kyrkoherde i Askeryds församling.                 |
| 1664–1669 | Andreas Frostonis Orosander | –1669      |                                                          |
| 1669–1672 | Johannes Rydelius           | 1634–1717  | Senare kyrkoherde i Fornåsa församling.                  |
| 1672–1681 | Sveno Wasselius             | 1629–1692  | Senare kyrkoherde i Ukna församling.                     |
| 1681–1690 | Samuel Talén                | 1646–1702  | Senare kyrkoherde i Västra Husby församling.             |
| 1690–1694 | Arvid Grenander             | 1650–1702  | Senare kyrkoherde i Hägerstads församling.               |
| 1693–1695 | Jonas Usdorphius            | 1652–1719  | Senare kyrkoherde i Borgs församling.                    |
| 1695–1698 | Laurentius Kraft            | 1664–1720  | Senare kyrkoherde i Frinnaryds församling.               |
| 1698–1699 | Tobias Collander            | 1666–1730  | Senare kyrkoherde i Skärkinds församling.                |
| 1699–1707 | Daniel Talén                | 1664–1715  | Senare kyrkoherde i Rappestads församling.               |
| 1707–1710 | Andreas Torpadius           | 1678–1725  | Senare kyrkoherde i Hägerstads församling.               |
| 1711–1718 | Johannes Regnér             | 1684–1761  | Senare kyrkoherde i Lommaryds församling.                |
| 1718–1725 | Johannes Norrstadius        | 1682–1737  | Senare kyrkoherde i Västerlösa församling.               |
| 1726–1731 | Nils Palmærus               | 1700–1776  | Senare kyrkoherde i Kullerstads församling.              |
| 1731–1737 | Johan Yhman                 | 1701–1739  | Senare kyrkoherde i Mogata församling.                   |
| 1738–1743 | Carl Magnus Ekman           | 1712–1781  | Senare kyrkoherde i Veta församling.                     |
| 1744–1754 | Lars Linzander              | 1700–1782  | Senare kyrkoherde i Normlösa församling.                 |
| 1754–1772 | Henrik Sturlin              | 1716–1782  | Senare kyrkoherde i Horns församling.                    |
| 1773–1781 | Johan von Mellen            | 1736–1799  | Senare kyrkoherde i Hjorteds församling.                 |
| 1781–1793 | Olof Johan Nordwall         | 1750–1816  | Senare kyrkoherde i Tjällmo församling.                  |
| 1796–1810 | Per Johan Wimermark         | 1763–1828  | Senare kyrkoherde i Tjällmo församling.                  |
| 1810–1819 | Pehr Amund Brandkula        | 1769–1821  | Senare kyrkoherde i Björkebergs församling.              |
| 1819–1823 | Jacob Abrahamsson           | 1784–1847  | Senare kyrkoherde i Vikingstads församling.              |
| 1822–1832 | Johan Gustaf Nordwall       | 1792–1861  | Senare kyrkoherde i Örberga församling.                  |
| 1833–1836 | Samuel Gustaf Örtengren     | 1792–1864  | Senare kyrkoherde i Horns församling.                    |
| 1836–1848 | Israel Rosengren            | 1795–1859  | Senare kyrkoherde i Hallingebergs församling.            |
| 1849      | Otto Wilhelm Hjohlmanson    | 1806–1871  | Senare kyrkoherde i Kullerstads församling.              |
| 1858–1887 | Claës Leonard Carlstedt     | 1820–1887  |                                                          |
| 1887–1902 | Carl Erik Svenoni           | 1848–1918  | Senare kyrkoherde i Södra Vi församling.                 |
| 1902–1911 | Richard Peterson            | 1853–1913  | Senare kyrkoherde i Skärkinds församling.                |
| 1911–1931 | Gustaf Andersson            | 1865–1931  |                                                          |
| 1920–1955 | Torsten Borggård            | 1888–1970  |                                                          |
| 1932–1940 | Thorsten Cars               | 1884–1940  |                                                          |
| 1940–     | Carl Gustav Lindberg        | 1881–1973  |                                                          |
| 1950–1964 | Olle Andersson              | 1903–1989  |                                                          |
| 1962–1963 | Karl Gösta Gilstring        | 1915–1986  |                                                          |
| 1962–1970 | Gustaf Twegner              | 1909–      | [ 13 ]                                                   |
| 1963–1970 | Ragnar Nordfeldt            | 1912–      | [ 13 ]                                                   |
| 1966–1970 | Rolf Selton                 | 1926–      | [ 13 ]                                                   |

### Domkyrkosysslomän
Lista över sysslomän i församlingen. Under medeltiden hade domkyrkosysslomannen Kaga församling som prebende. Mellan 1575–1628 var sysslomännen ledamot i Linköpings domkapitel.
| Ämbetstid | Namn                         | Levnadstid | Övrigt                                         |
| --------- | ---------------------------- | ---------- | ---------------------------------------------- |
| 1256      | Ragvaldus Simonis            |            |                                                |
| 1338–1350 | Suno Petri                   |            |                                                |
| 1357      | Ingevald Pæterson            |            | Även kanik i Linköping.                        |
| 1414      | Jonis Danson                 |            | Även kanik i Linköping.                        |
| 1490      | Petrus Jönsson               |            | Även kanik i Linköping.                        |
| 1506      | Johannes                     |            | Även kanik i Linköping.                        |
| 1508      | Nicolaus                     |            | Även kanik i Linköping.                        |
| 1514–1518 | Ericus Laurentii             |            | Även kanik i Linköping.                        |
| 1518–1520 | Ericus Magni                 |            | Även kantor i Linköping.                       |
| 1520–     | Ericus Laurentii             |            | Även kanik i Linköping.                        |
| 1547      | Petrus Caroli                |            | Senare biskop i Linköpings stift.              |
| 1580      | Nils Joensson                |            |                                                |
| 1593      | Magnus Jonæ                  |            |                                                |
| 1594      | Laurentius Birgeri           |            |                                                |
| 1596      | Johannes Neocerus            |            |                                                |
|           | Nicolaus Hemmingi            | –1634      | Senare kyrkoherde i Landeryds församling.      |
| 1600–1602 | Ragvaldus Clementis          | –1612      | Senare kyrkoherde i Vårdsbergs församling.     |
| 1603–1607 | Amundus Svenonis             | 1571–1641  | Senare kyrkoherde i Klockrike församling.      |
| 1607      | Magnus Haraldi Wallerstadius | 1554–1655  | Senare domprost i församlingen.                |
| 1611–1651 | Ericus Gunnari               | –1651      |                                                |
| 1651–1671 | Olaus Petri Kling            | –1671      |                                                |
| 1672–1674 | Ericus Nicolai Rogelius      | 1640–1697  | Snare kyrkoherde i Hagebyhöga församling.      |
| 1674–1680 | Petrus Hemmingi Fagrelius    | 1628–1680  |                                                |
| 1681–1685 | Claudius Bruzæus             | 1649–1722  | Senare kyrkoherde i Gårdeby församling.        |
| 1685–1693 | Nathanaël Talenus            | 1652–1693  | Utnämnd till kyrkoherde i Ljungs församling.   |
| 1695–1703 | Johan Ullbom                 | 1654–1703  |                                                |
| 1704–1713 | Jonas Olavi Udelius          | 1672–1713  |                                                |
| 1715–1726 | Andreas Norrbom              | 1685–1726  |                                                |
| 1727–1735 | Petrus Widbom                | 1692–1740  | Senare kyrkoherde i Vårdnäs församling.        |
| 1735–1742 | Jonas Callerholm             | 1698–1757  | Senare kyrkoherde i Åtvids församling.         |
| 1743–1769 | Knut Wahlberg                | 1707–1769  |                                                |
| 1769–1785 | Anders Fogelstrand           | 1742–1805  | Senare kyrkoherde i Normlösa församling.       |
| 1784–1789 | Adam Hallenroth              | 1746–1799  | Senare komminister i Asby församling.          |
| 1789–1792 | Nils Trozelius               | 1753–1792  |                                                |
| 1793–1797 | Fredrik Carl Egnell          | 1758–1838  |                                                |
| 1798–1807 | Sven Collin                  | 1764–1807  |                                                |
| 1808–1812 | Magnus Georg Meurling        | 1774–1812  |                                                |
| 1813      | Zacharias Juringius          | 1779–1813  |                                                |
| 1813–1827 | Johan Peter Lundborg         | 1783–1837  | Senare kyrkoherde i Borgs församling.          |
| 1828–1851 | Per Niclas Dahlgren          | 1797–1875  | Senare kyrkoherde i Ekebyborna församling.     |
| 1851–1853 | Anders Axberg                | 1801–1853  |                                                |
| 1853–1876 | Johan Fredrik Landerstedt    | 1807-1891  | Senare kyrkoherde i Mogata församling.         |
| 1876–1878 | Evald Stenhammar             | 1836–1910  | Senare kyrkoherde i Vreta klosters församling. |
| 1878–1880 | Erik Oskar Boman             | 1850–1880  |                                                |
| 1881–1915 | Olof Nordsjö                 | 1854–1937  |                                                |
| 1940–1961 | Ove Hassler                  | 1904–1987  |                                                |

## Domkyrkoorganister
| Period                 | Namn                  | Levnadstid |
| ---------------------- | --------------------- | ---------- |
| 1540-talet             | Mats Orgellekare      |            |
| 1500-talets senare del | Mäster Hans           |            |
| 1607–1622              | Claus Sander          | -1622      |
| 1622–1629              | Anders Bruce          | -1667      |
| 1641–1649              | Lars Andersson        | -1659      |
| 1659–1668              | Elias Petri Fornelius | -1682      |
| 1668–1691              | Laurentius Hallenius  | 1648-1717  |
| 1691–1697              | Laurentius Betulander | -1729      |
| 1700–1704              | Johan Höckbom         | 1678-1704  |
| 1706–1711              | Johan Adam Horneyer   | -1711      |
| 1711–1720              | Eric Ericsson Duræus  | 1684-1720  |
| 1720-talet vid behov   | Johan Thun            | 1684–1738  |
| 1731–1732              | Nils Schillgren       | 1696-1732  |
| 1733–1738              | Valentin Kraus        | 1714-1739  |
| 1742–1754              | Baltzar Knölcke       | -1754      |
| 1754–1787              | Johan Miklin          | 1726-1787  |
| 1787–1802              | Johan Adolph Mecklin  | 1761-1802  |
| 1804–1812              | Zacharias Köhler      | 1765–1812  |
| 1813–1814              | Nils Adolph Haag      | 1791-1832  |
| 1814–1854              | Eric Dahlman          | 1776–1854  |
| 1854–1858              | Wilhelm Gnosspelius   | 1809–1887  |
| 1859–1887              | Fredrik Törnwall      | 1819–1889  |
| 1887–1905              | Fredrik Thorselius    | 1845–1905  |
| 1905–1949              | Ragnar Darell         | 1877–1975  |
| 1950–1969              | Helmer Bengtsson      | 1902–1974  |
| 1969–1987              | Uno Sandén            | 1924–2013  |
|                        | Staffan Björklund     | 1944–      |
| 2000–2015              | Lars Åberg            | 1948–      |
| 2015–                  | Sara Michelin         | 1968–      |

## Klockare och kantorer
| Period     | Namn                  | Levnadstid | Övrigt                            |
| ---------- | --------------------- | ---------- | --------------------------------- |
| 1634–1651  | Erik Gunarsson        |            |                                   |
| –1675      | Laurentius Hallenius  |            | Var ibland även organist          |
| 1675–1699  | Carl Börjesson        |            |                                   |
| 1699–1707  | Hans Tyrsson          |            |                                   |
| 1707–1717  | Jacob Svensson        |            |                                   |
| 1717–1730  | Anders Olofsson       |            |                                   |
| 1731–1778  | Johan Askerot         |            |                                   |
| 1778–1785  | Anders Örtegren       |            |                                   |
| 1786–1800  | Per Spångström        |            |                                   |
| 1801–1803  | Johan Kant            |            | Var även organist                 |
| 1804–1805  | Anders Fornell        |            |                                   |
| 1805–1810  | Nils Willén           |            |                                   |
| 1811–1817  | Johan Hägerstrand     |            |                                   |
| 1817–1832  | Gustaf Persson        |            |                                   |
| 1832–1866  | Carl Anders Andersson |            |                                   |
| 1866–1868  | Carl Aspeqvist        |            |                                   |
| 1868–1916  | Carl Fredrik Hagström |            |                                   |
| 1916–1919  | Anton Hagström        |            | Vikarie                           |
| 1920–1933  | Otto Edberg           | 1864–1935  | Sjukledig från tjänsten 1928-1933 |
| 1928–1929  | Gustaf Carlman        |            | Vikarie                           |
| 1929       | Paul Palmlöv          |            | Vikarie                           |
| 1930–1938  | Eskil Olsson          |            | Vikarie till 1933                 |
| 1938–1939  | Torsten Sonander      |            |                                   |
| 1940–1960  | Gösta Myrold          |            |                                   |
| 1960-1961- | Albert Hahn           |            | Vikarie                           |
| 1962–1963  | Nils Ankarstrand      |            |                                   |
| 1963–1964  | Stig Gustav Schönberg |            |                                   |
| 1964–1965  | Alberg Hahn           |            | Vikarie                           |
| 1965–1976  | Bertil Nilsson        |            |                                   |
| 1976–      | Lennart Ekholm        |            |                                   |

## Bilder från församlingen

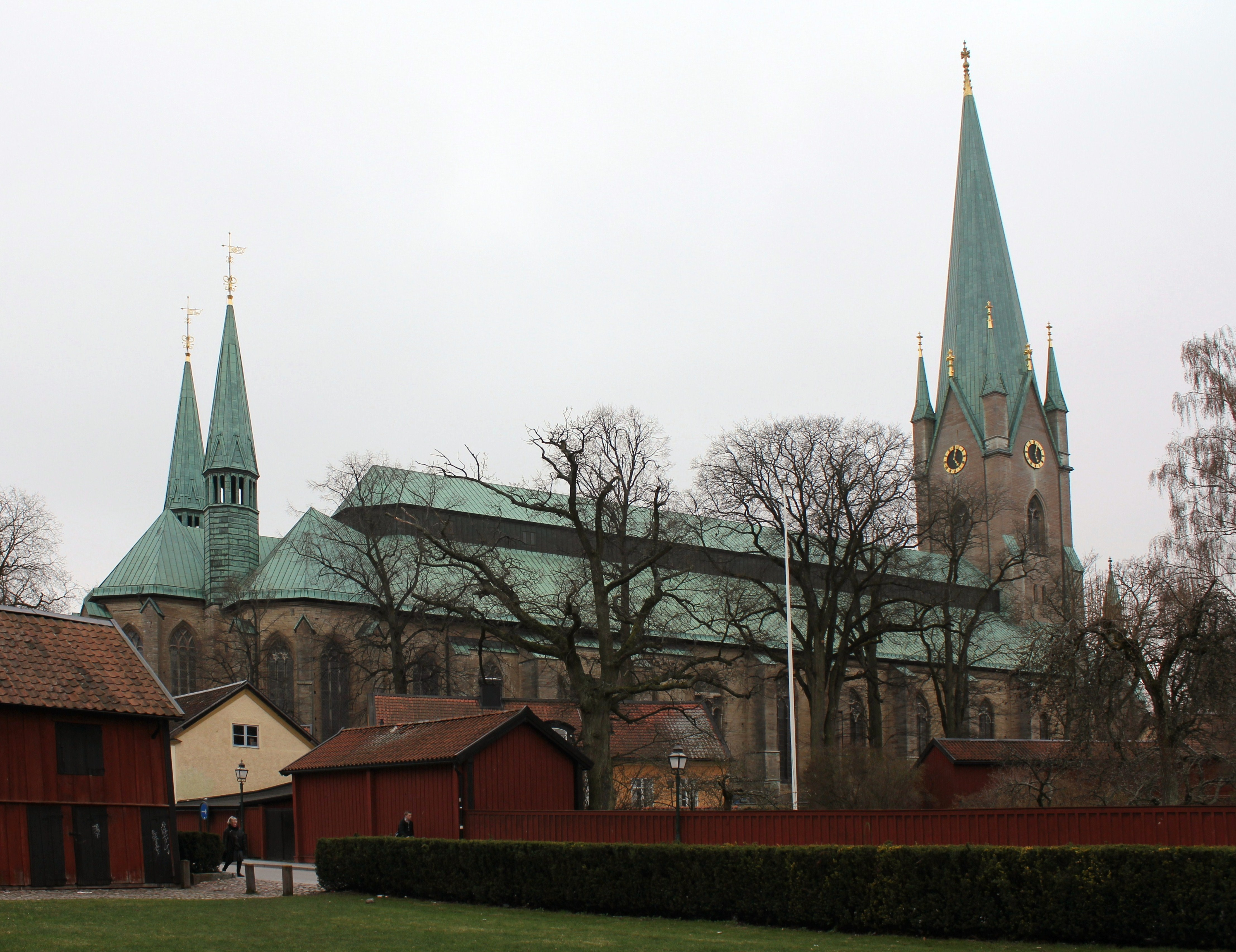
Linköpings domkyrka
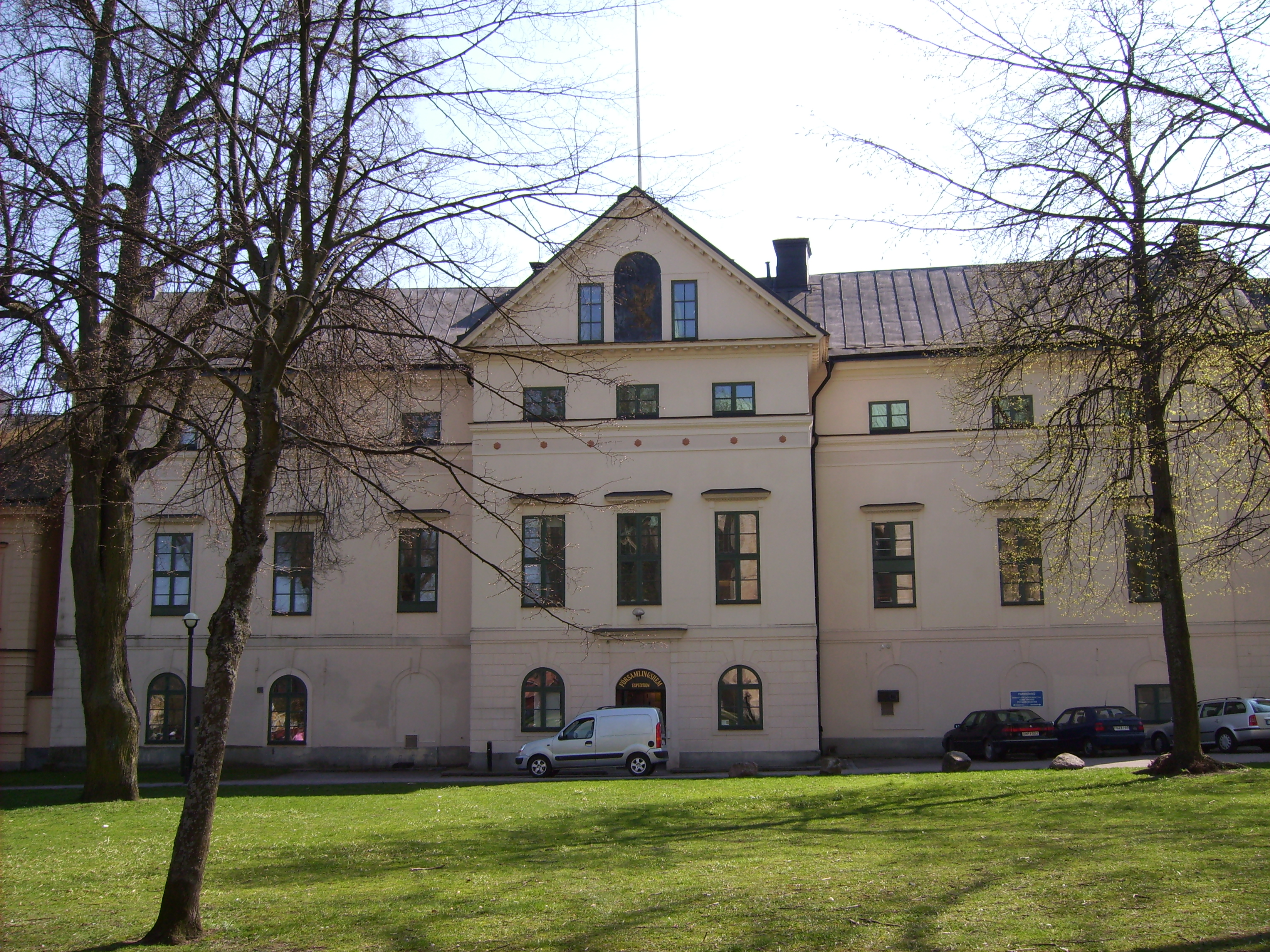
Domkyrkans församlingshem (tidigare gymnasium)